# ام‌جی وی‌ای
ام‌جی وی‌ای (MG VA) خودرویی است که در سال‌های ۱۹۳۷ تا ۱۹۳۹ تولید شده‌است. به این مدل ام جی ۱٫۵ لیتری هم می‌گفتند.
موتور آن ۱۵۴۸ سی‌سی سیستم جعبه‌دندهٔ آن به صورت دستی است.

## نگارخانه

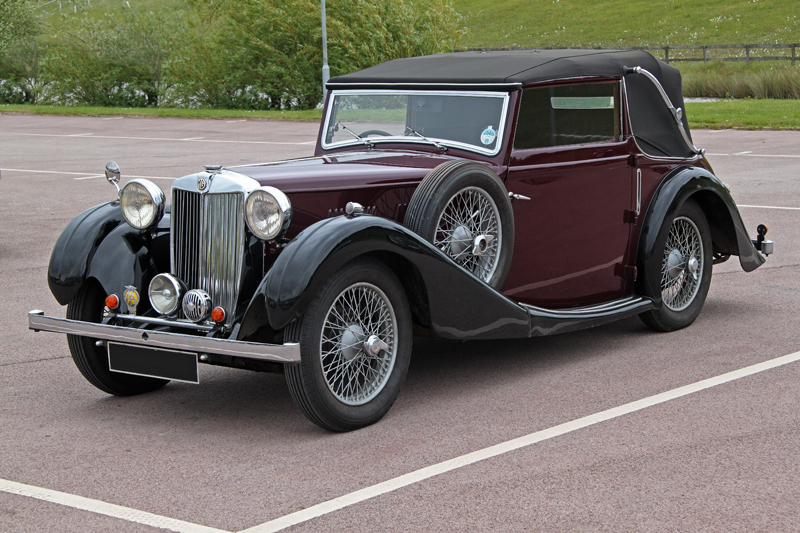